# Voerde (Niederrhein)
Voerde (Niederrhein) [ˈføːɐ̯də] ist eine am unteren Niederrhein und nordwestlichen Rand des Ruhrgebiets gelegene mittlere kreisangehörige Stadt. Sie gehört zum nordrhein-westfälischen Kreis Wesel im Regierungsbezirk Düsseldorf.

## Geographie

### Räumliche Lage
Voerde liegt im Nordwesten des Ruhrgebiets und südwestlich des Naturparks Hohe Mark-Westmünsterland, rechts des Niederrheins und zwischen den Städten Dinslaken (neun Kilometer) und Wesel (elf Kilometer).

### Stadtgliederung

Ortsteile von Voerde

Das Stadtgebiet gliedert sich gemäß § 1 Abs. 3 der Hauptsatzung in die elf Stadtteile Götterswickerhamm, Löhnen, Mehrum, Möllen, Voerde, Stockum, Holthausen, Friedrichsfeld, Emmelsum, Spellen und Ork. Die Stadtteile sind jedoch keine Ortschaften im Sinne des § 39 GO NW.

## Geschichte
Voerde verdankt seinen Namen einer Furt über einen Rheinarm, die dort zur Römer- und Frankenzeit existierte (die alte Schreibweise für Furt war „Fuerdt“). Nahe dem alten Bürgermeisteramt lag ein frühmittelalterliches Gräberfeld des 6. bis frühen 8. Jahrhunderts n. Chr. 
Im Mittelalter lag zwischen Mehrum und Götterswickerhamm das Dorf Rhynern, das jedoch um 1270 durch eine Veränderung des Rheinverlaufs allmählich abgetragen und aufgegeben wurde.
Zum ersten Mal urkundlich erwähnt wurde Voerde 1344 als Lehnsgut und Burg der Abtei Werden, aber schon 1327 erstreckte sich der Gerichtsbezirk Götterswickerhamm in etwa über das heutige Stadtgebiet. 1652 wurde Voerde Herrlichkeit von brandenburgischen Gnaden mit eigener Gerichtsbarkeit. Den Rang einer Herrlichkeit verlor Voerde wieder, als es 1804 – während der Franzosenzeit – im Amt Götterswickerhamm aufging, das kurz darauf von Napoléon Bonaparte in eine „Mairie“ umgewandelt wurde. 1815/16 erhielt Voerde im Rahmen der preußischen Bürgermeister-Verfassung zum ersten Mal kommunale Selbstverwaltungsrechte als Gemeinde. Zur Bürgermeisterei Götterswickerhamm im Kreis Dinslaken gehörten die Gemeinden Voerde, Löhnen, Mehrum, Görswicker, Möllen und Spellen. Ab 1823 gehörten die Gemeinden bis 1857 zum Kreis Duisburg. Nachdem Duisburg 1857 aus dem Kreis ausgeschieden war, wurde der Kreissitz nach Mülheim an der Ruhr verlegt. Ab 1887 gehörten die Gemeinden zum Kreis Ruhrort, ab 1909 wieder zum erneut gebildeten Kreis Dinslaken. 1886 erhielt Voerde einen Bahnhof an der Eisenbahnstrecke zwischen Oberhausen und Arnheim.

### 20. Jahrhundert
1911 wurde die Bürgermeisterei Götterswickerhamm in Bürgermeisterei Voerde umbenannt. Im Jahr 1912 wurde nach vier Jahren Bauzeit mit der Walsumbahn eine weitere Eisenbahnstrecke durch Voerde in Betrieb genommen. Die beiden Gemeinden Mehrum und Görsicker wurden 1913 in die Gemeinde Löhnen eingegliedert. 1915 hatte Voerde 7.985 Einwohner. Die Gemeinden Möllen, Spellen und Voerde schlossen sich 1922 zur vergrößerten Gemeinde Voerde zusammen. Aus der Bürgermeisterei Voerde wurde 1928 das Amt Voerde (Niederrhein).
Von 1943 bis 1945 befand sich am Buschmannshof ein Zwangsarbeiterlager der Firma Krupp, Essen. In dem Lager waren auch 120 Kinder in einer Ausländerkinder-Pflegestätte untergebracht, von denen im Herbst 1944 und Winter 1944/45 infolge schlechter Ernährung und Krankheit 99 starben. Einige liegen auf dem „Franzosenfriedhof“ in Friedrichsfeld (Alte Hünxer Straße) bestattet.
In der Nacht vom 23. auf den 24. März 1945 überquerte die 9. US-Army im Rahmen der Operation Plunder in Mehrum bei Stromkilometer 803,5 den Rhein und erreichte damit an diesem Frontabschnitt erstmals rechtsrheinisches Gebiet. Am 27. März erschossen vier amerikanische Soldaten grundlos acht zufällig anwesende oder vorbei laufende deutsche Zivilisten, zwei Frauen und sechs Männer. Die amerikanische Militärjustiz verurteilte den beteiligten Offizier zu 25 Jahren Haft – er wurde nach drei Jahren freigelassen – die drei weiteren beteiligten 18 und 19 Jahre alten Soldaten wurden freigesprochen.
Am 1. April 1950 entstand durch die Vereinigung der Gemeinden Löhnen und Voerde die neue Gemeinde Voerde. Dieser Zeitpunkt war zugleich die Geburtsstunde des Voerder Wappens. Voerde hatte damals 14.170 Einwohner. Seit 1972 wird in Voerde Karneval gefeiert.
Zum 1. Januar 1975 wurden im Zuge des zweiten Neugliederungsprogramms der Ortsteil Lippedorf nördlich des Wesel-Datteln-Kanals an die Stadt Wesel und der Ortsteil Eppinghoven an die Stadt Dinslaken abgegeben. Gleichzeitig wurden wesentliche Teile der ehemaligen Kreise Dinslaken, Moers und Rees mit Teilgebieten der Kreise Borken und Recklinghausen zum neuen Kreis Wesel zusammengefügt. Voerde ist seitdem eine kreisangehörige Gemeinde des Kreises Wesel.
Nach Überschreiten der Einwohnerzahl von 25.000 wurde Voerde mit 34.321 Einwohnern 1981 Stadt. 1983 wurde das neue Rathaus bezogen. Seit 1997 wird aufgrund der geänderten Gemeindeordnung (Aufgabe der kommunalen Doppelspitze von ehrenamtlichem Bürgermeister und hauptamtlichem Stadtdirektor) ein hauptamtlicher Bürgermeister gewählt.
Die Stadt Voerde hat 2002 gegen den Rahmenbetriebsplan des Bergwerks Walsum Klage erhoben,

„da vor allem durch den Abbau unter den Rheindeichen u. a. die Sicherheit der öffentlichen Infrastruktur gegenüber Hochwassergefahren massiv beeinträchtigt und der geplante Abbau unter dem Stadtzentrum wegen der zu erwartenden Bergschäden die Umsetzung der städtebaulichen Planung gefährdet, während der Rahmenbetriebsplan eine Bewältigung dieser Folgen nicht thematisiert, sondern lediglich auf die nachfolgenden Abbaupläne verweist.“

Einige weitere Klagen folgten; die Stadt Voerde dokumentiert dies detailliert auf ihrer Homepage.
Ein Regierungswechsel auf Landesebene (bei der Landtagswahl am 22. Mai 2005 verlor die bis dahin amtierende rot-grüne Regierung unter NRW-Ministerpräsident Peer Steinbrück (SPD) gegen Jürgen Rüttgers (CDU)) führte zu einem Wechsel der Kohlepolitik; der Abbau direkt unter dem Rhein wurde nicht betrieben; die Zeche wurde Mitte 2008 endgültig stillgelegt.
Im Jahre 2007 gab es im Rahmen der Diskussionen um die Auflösung des Kreises Wesel den Vorschlag, die Stadt zwischen Wesel und Dinslaken aufzuteilen.

### Konfessionsstatistik
Gemäß dem Zensus 2011 waren 37,9 % der Einwohner evangelisch, 34,2 % römisch-katholisch und 27,9 % waren konfessionslos, gehörten einer anderen Glaubensgemeinschaft an oder machten keine Angabe. Der Anteil der Protestanten und Katholiken an der Gesamtbevölkerung ist seitdem gesunken. Mit Stand Dezember 2024 waren von den 36.537 Einwohnern, 29,8 % (10.905) evangelisch, 27,9 % (10.199) katholisch und 42,2 % (15.433) hatte entweder eine andere oder gar keine Religionszugehörigkeit.

## Politik

### Ergebnisse der Kommunalwahlen 2020 in Voerde (Niederrhein)
Die Sitze im Stadtrat verteilen sich nach dem Ergebnis der Kommunalwahl 2020 folgendermaßen auf die einzelnen Parteien:
| Partei | Stimmen | % (2020) | % (2014) | +/-     | Sitze (2020) | Sitze (2014) | +/- |
| --- | ------- | -------- | -------- | ------- | ------------ | ------------ | --- |
| SPD | 5.905   | 38,3 %   | 39,5 %   | - 1,2 % | 17           | 17           | ± 0 |
| CDU | 4.547   | 29,5 %   | 32,0 %   | - 2,5 % | 13           | 14           | - 1 |
| Bündnis 90/Die Grünen | 2.019   | 13,1 %   | 8,2 %    | + 4,9 % | 6            | 4            | + 2 |
| FDP | 871     | 5,7 %    | 2,8 %    | + 2,9 % | 3            | 1            | + 2 |
| Die PARTEI | 847     | 5,5 %    | 0,0 %    | + 5,5 % | 2            | 0            | + 2 |
| WGV | 664     | 4,3 %    | 8,1 %    | - 3,8 % | 2            | 3            | - 1 |
| Die LINKE | 391     | 2,5 %    | 5,6 %    | - 3,1 % | 1            | 2            | - 1 |
| Ellenberger, Werner | 160     | 1,0 %    | 1,1 %    | - 0,1 % | 0            | 1            | - 1 |
| Ademi, Kastriot | 17      | 0,1 %    | 0,0 %    | + 0,1 % | 0            | 0            | ± 0 |
| Einzelbewerber* | 0       | 0,0 %    | 2,8 %    | - 2,8 % | 0            | 0            | ± 0 |
| Gültige Stimmen | 15.421  |          |          |         |              |              |     |
| Ungültige Stimmen | 282     |          |          |         |              |              |     |
| Stimmen Insgesamt | 15.703  |          |          |         | 44           | 42           | + 2 |
| Wahlberechtigte Insgesamt | 29.775  | 52,7 %   | 52,7 %   | ± 0,0 % |              |              |     |
| Ratswahl 13.09.2020 Voerde (Niederrhein)Wahlbeteiligung von 52,7 % 403020100 38,3 %29,5 %13,1 %5,7 %5,5 %4,3 %2,5 %1,0 %0,1 %n. k. % SPDCDUGrüneFDPPARTEIWGVfLinkeSonst.hSonst.iSonst.jGewinne und Verlusteim Vergleich zu 2014 %p 6 4 2 0 −2 −4−1,2 %p−2,5 %p+4,9 %p+2,9 %p+5,5 %p−3,8 %p−3,1 %p−0,1 %p+0,1 %p−2,8 %pSPDCDUGrüneFDPPARTEIWGVLinkeSonst.Anmerkungen:f Wählergemeinschaft Voerdeh Ellenberger, Werneri Ademi, Kastriotj Einzelbewerber* |         |          |          |         |              |              |     |
| Sitzverteilung Ratswahl 13.09.2020 Voerde (Niederrhein)Insgesamt 44 Sitze - Linke: 1 - SPD: 17 - PARTEI: 2 - Grüne: 6 - CDU: 13 - FDP: 3 - Sonst.: 2 Sonstige: (2 Sitze) > „WGV“ = 2 Sitze |         |          |          |         |              |              |     |

| Partei | Kandidat*                 | Stimmen | % (2020) |
| --- | ------------------------- | ------- | -------- |
| SPD | Haarmann, Dirk            | 10.332  | 66,6 %   |
| CDU | Steenmanns, Frank         | 3.439   | 22,2 %   |
| Die PARTEI | Brücker, Mathias          | 879     | 5,7 %    |
| WGV | Kuster, Martin            | 855     | 5,5 %    |
| Gültige Stimmen | Gültige Stimmen           | 15.505  |          |
| Ungültige Stimmen | Ungültige Stimmen         | 237     |          |
| Stimmen Insgesamt | Stimmen Insgesamt         | 15.742  |          |
| Wahlberechtigte Insgesamt | Wahlberechtigte Insgesamt | 29.775  | 52,9 %   |
| Bürgermeisterwahl* 13.09.2020 Voerde (Niederrhein)Wahlbeteiligung von 52,9 % 706050403020100 66,6 %22,2 %5,7 %5,5 % SPDaCDUbPARTEIcWGVdAnmerkungen:a Haarmann, Dirkb Steenmanns, Frankc Brücker, Mathiasd Kuster, Martin |                           |         |          |

### Bürgermeister
1806 wurde von Napoleon das Bürgermeisteramt in Götterswickerhamm eingeführt. 1815/1816 wurde es zur „Maire“ umbenannt, erst 1911 gab es offiziell einen Bürgermeister der Gemeinde Voerde. Bürgermeister der Stadt Voerde ist seit 2014 Dirk Haarmann (SPD). Eine vollständige Darstellung findet sich hier.
Bürgermeister der Stadt Voerde (seit 1981):
- 1966–1994: Helmut Pakulat (1928–1999) (SPD)
- 1994–1997: Heinz Boß (SPD)
- 1997–2002: Hans-Ulrich Krüger (SPD)
- 2003–2014: Leonhard Spitzer (CDU)
- seit 2014: Dirk Haarmann (SPD)

### Städtepartnerschaft und Städtepatenschaft
Schon 1957 übernahm die Gemeinde Voerde eine Städtepatenschaft mit Krickerhau dem heutigen Handlová im slowakischen Hauerland. Seit 1979 unterhält Voerde eine Städtepartnerschaft mit Alnwick in der nordenglischen Grafschaft Northumberland.

### Wappen, Banner und Logo

Wappen
Wappen der ehem. Gemeinde Voerde
Wappen der ehem. Gemeinde Götterswickerhamm
Banner
Logo

Blasonierung: „Geteilt von Schwarz und Rot, an der Teilungslinie ein oberhalbes fünfspeichiges goldenes Rad und ein unterhalbes silbernes Schildchen, überdeckt mit einem unterhalben achtarmigen goldenen Glevenrad (Lilienhaspel), die Nabenhälfte rotgefüllt.“
Wappenerklärung: Das Wappen stellt die Bildung der Gesamtgemeinde Voerde symbolhaft dar. In der oberen Wappenteil findet sich die obere Hälfte des Wappens der Herrschaft von Syberg auf „Haus Voerde“ („In Schwarz ein fünfspeichiges goldenes Wagenrad“), und im unteren Wappenteil die untere Hälfte des Wappens der Herzöge von Kleve („In Rot ein silbernes Herzschildchen, belegt mit einem achtarmigen goldenen Glevenrad (Lilienhaspel)“).
Das Wappen wurde von Otto Korn gestaltet.
Beschreibung der Flagge: „Das Banner der Stadt Voerde zeigt im weißen Oberviertel (Bannerhaupt) das Wappen der Stadt. Darunter befinden sich zwei gleich lange und gleich breite Bahnen Rot-Gelb. Der Stadt ist mit Urkunde des Innenministers vom 18. Oktober 1951 das Recht zur Führung eines Wappens und mit Urkunde des Innenministers vom 15. Mai 1957 das Recht zur Führung einer Flagge verliehen worden.“

## Sehenswürdigkeiten

### Bauwerke

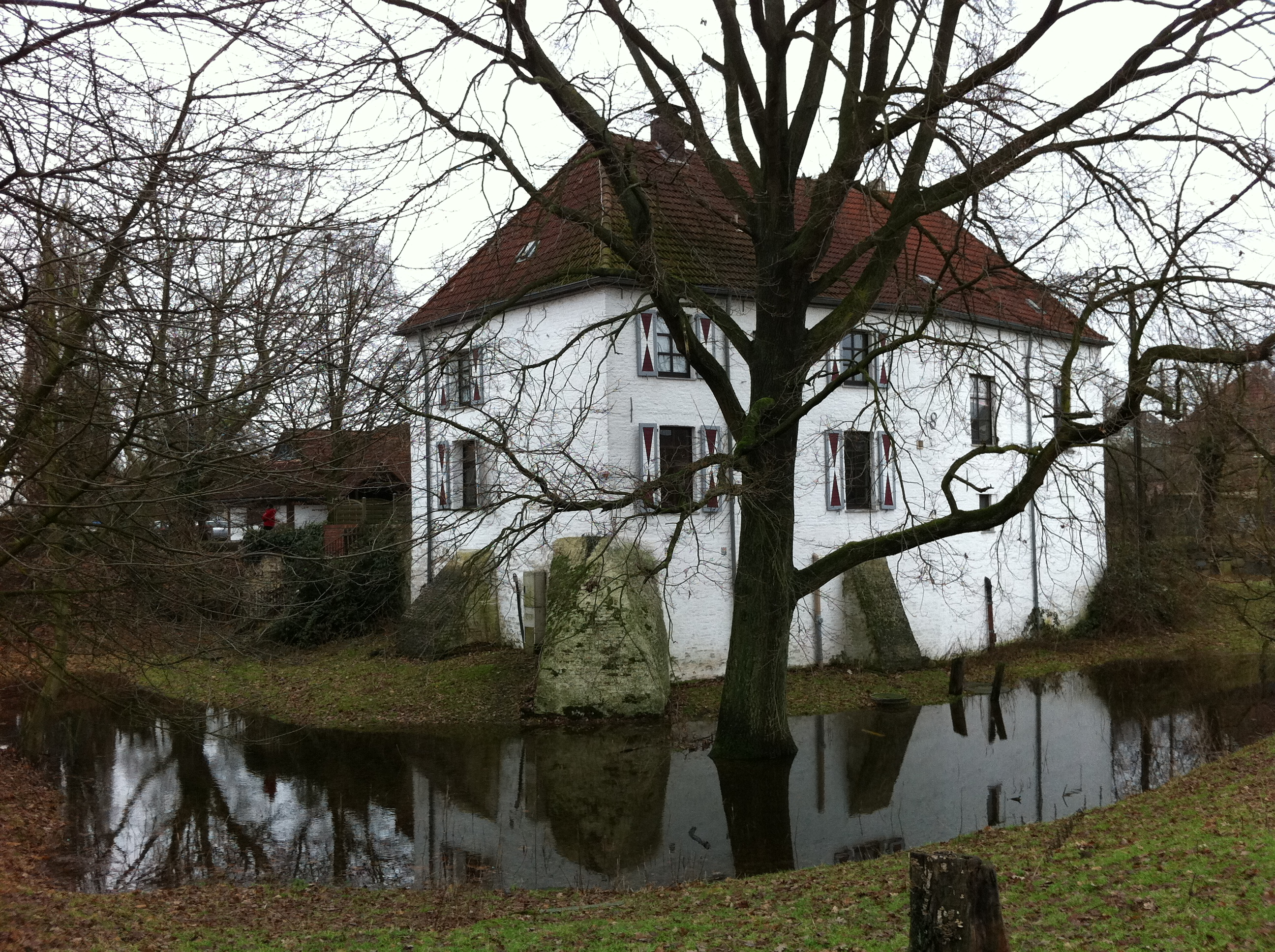
Haus Götterswick

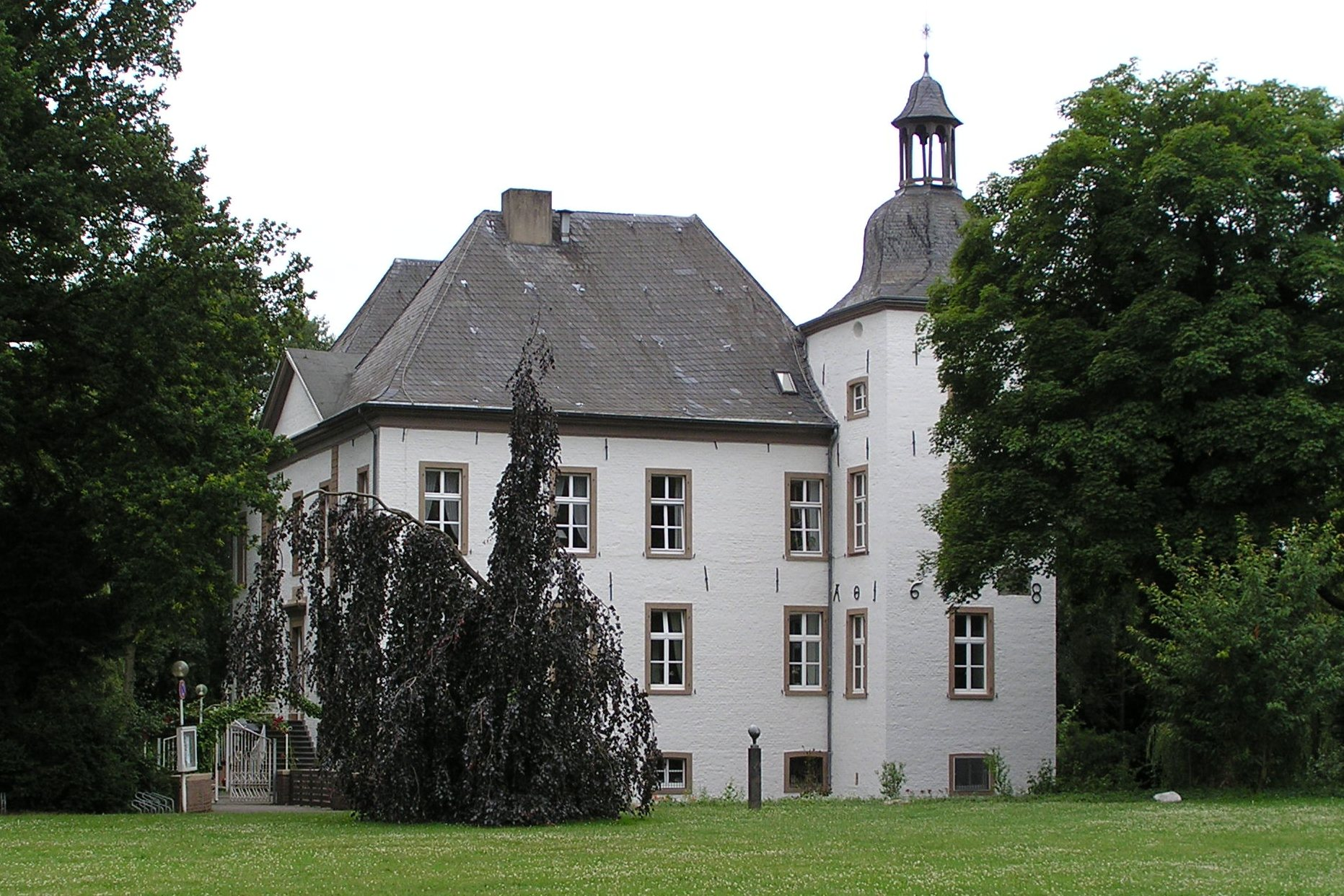
Haus Voerde

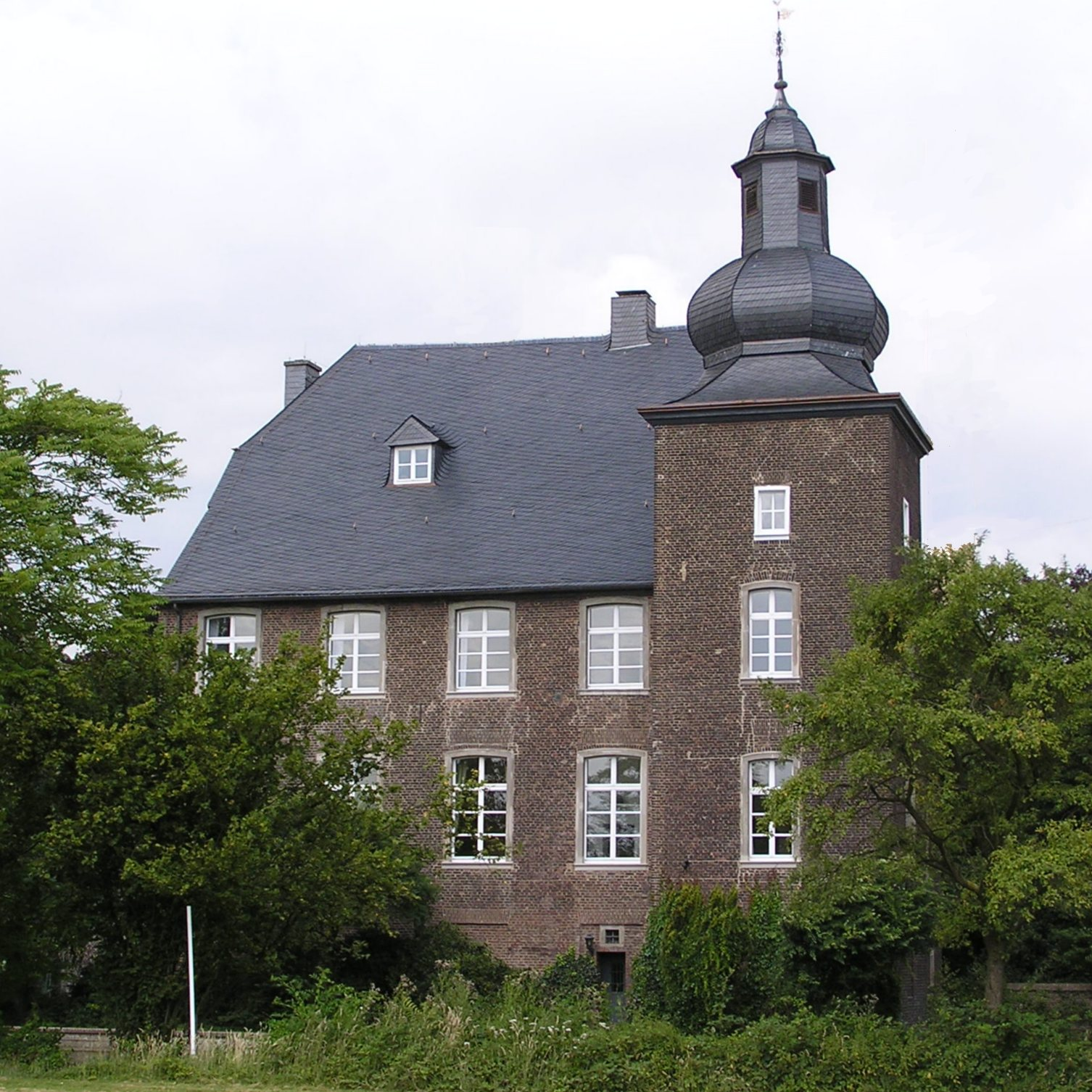
Haus Wohnung

- Haus Götterswick: Wasserburg aus dem 12. Jahrhundert, von 1854 bis 2011 evangelisches Pfarrhaus, seit 2011 in Privatbesitz.
- Haus Voerde: Das Wasserschloss Haus Voerde liegt inmitten eines kleinen Parks. Erbaut wurde es als Wirtschaftshof der Abtei Werden (siehe Kloster Werden) bereits vor 1200. Urkundlich erwähnt wurde Haus Voerde allerdings erst 1344. 1688 wurde an der Nordostseite ein Turm angebaut. Insgesamt wurde das Wasserschloss mehrfach umgebaut. Seit 1950 ist Haus Voerde im Besitz der Stadt Voerde. Heute befinden sich das Standesamt sowie ein Restaurant im Gebäude. 2003 wurde die im Keller liegende Küche renoviert.
- Haus Wohnung: Das Wasserschloss Haus Wohnung liegt an der Stadtgrenze zu Dinslaken und ist in Privatbesitz. Einem Schriftstück aus dem Jahre 1327 geht der Name zurück auf den ersten Besitzer Arnd van der Wonyngen.
- Rheinkreuzung bei Voerde der verlängerten Nord-Süd-Leitung: Tragmaste der 220/110-kV-Leitung über den Rhein. Höhe: 138 Meter, Gewicht: 172 Tonnen, Baujahr 1926, Dreiebenenanordnung der Leiterseile in Tannenbaumkonfiguration
- Wasserwerk Löhnen: Das Wasserwerk Löhnen der Wasserwerke Dinslaken GmbH mit der deutschlandweit größten Nanofiltrationsanlage

### Kirchen
- Evangelische Kirche Götterswickerhamm: Romanischer Turm, Schiff nach Plänen von Schinkel ab 1830 umgebaut; Taufstein 12. Jahrhundert.
- Evangelische Kirche Voerde: 1704 als reformierte Patronatskirche der Herren von Syberg auf Haus Voerde gebaut; heutiger Bau von 1856.
- Katholische Kirche Spellen St. Peter (Spellen)

### Moscheen
- Imam-I-Azam-Moschee in Friedrichsfeld unter dem Dachverband IGMG.
- Möllen-Yesil-Moschee im Stadtteil Möllen unter dem Dachverband DITIB, 1975 eröffnet.
- Sultan-Ahmet-Moschee im Zentrum unter dem Dachverband DITIB, 1983 eröffnet.

## Wirtschaft und Infrastruktur

### Verkehr

#### Schienenverkehr
Der Haltepunkt Voerde (Niederrhein) liegt ungefähr 500 m nordöstlich des Stadtzentrums an der Bahnstrecke Oberhausen–Arnhem (Hollandstrecke), einem Verkehrsweg von transeuropäischem Rang und mit direkter Anbindung an die niederländischen Seehäfen. Ebenfalls an der Hollandstrecke, vier Kilometer weiter nördlich in Richtung Wesel, liegt der Bahnhof Friedrichsfeld (Niederrhein).
Im SPNV verkehren an diesen Bahnhöfen der Rhein-Ruhr-Express (RE 5), der Rhein-IJssel-Express (RE 19) und der Wupper-Lippe-Express (RE 49). Für den gesamten ÖPNV gilt der Tarif des Verkehrsverbundes Rhein-Ruhr (VRR) und tarifraumüberschreitend der NRW-Tarif.
Die zweite Bahnstrecke auf Voerder Stadtgebiet ist die Walsumbahn, die bis 1945 Oberhausen Hauptbahnhof mit Wesel verband. Haltepunkte waren die Bahnhöfe Möllen (Niederrh), Voerde-Löhnen (seit 1947) und Spellen (Niederrh). Bis 1963 fand auf der Walsumbahn auch noch Personenverkehr bis Spellen statt. Die Strecke dient heute nur noch dem Güterverkehr und wird von Logistikunternehmen im Lippe-Mündungsraum, einem Gewerbe- und Industriegebiet mit interkommunal betriebenem Rhein-Hafen, genutzt.
Seit 2006 ist der Ausbau der Bahnstrecke Oberhausen–Arnhem um ein zusätzliches, drittes Gleis geplant. Das Projekt soll zusätzliche Kapazität für den Güterverkehr zum und vom Rotterdamer Seehafen herstellen. Dabei werden an der Strecke auch Lärmschutzmauern sowie Über- und Unterführungen gebaut.

#### Straßen
Voerde ist durch die Bundesautobahn 3 (E 35) und die Bundesstraße 8 an das Fernstraßennetz angebunden.

#### Wasserstraßen und Häfen
Voerde liegt am Rhein und am Wesel-Datteln-Kanal, an dem es den betriebenen Hafen Emmelsum gibt. Dieser wird von DeltaPort, ein interkommunales Unternehmen, betrieben, an der die Stadt Voerde mit 25 Prozent beteiligt ist und deren Ziel es ist, den Lippemündungsraum zu einem wichtigen Logistikstandort am Rhein weiterzuentwickeln.

### Wirtschaft
Wichtige Arbeitgeber sind die Trimet Aluminium SE, ehemals Voerdal und Corus, Aluminiumhütte und die Flender GmbH. Im Lippe-Mündungsraum auf Voerder Stadtgebiet befinden sich die Firmen Sappi und das weltweit tätige Logistikunternehmen Jerich International.

### Medien
In Voerde existiert bei der Volkshochschule eine von sechs Radiowerkstätten des Lokalradios Radio K.W. In diesen Studios wird der größte Teil der Sendungen des Bürgerfunks produziert.

## Sport

### Schießsport
In Voerde ist der Schießsport stark verbreitet. Sportschützen aus den elf Voerder Schützenvereinen qualifizieren sich regelmäßig für Kreis-, Bezirk-, Landes- und sogar Deutschen Meisterschaften und konnten dort auch schon die Deutsche Meisterschaft gewinnen.

### Breitensport
Der bedeutendste Verein für Breitensport der Stadt ist der TV Voerde, dessen Damen-Faustballmannschaft neben zahlreichen nationalen und internationalen Titeln im Jahr 2001 den Weltpokal gewinnen konnte. Neben dem TV Voerde gibt es noch drei größere Breitensportvereine, wie den GA Möllen, die SV Friedrichsfeld 08/29 und den SV Spellen.

### Reitsport
Großes Ansehen genießt auch der Reitsport in Voerde. Der Reit- und Fahrverein Voerde führt auch seinem eigenen Reitplatz regelmäßig große Reit- und Fahrturniere in den verschiedensten Klassen, aus.

### Tennis
In Voerde gibt es drei eigenständige Tennisvereine Rotgold Voerde, Blau-Weiß Spellen, Rot-Weiß Möllen sowie die Tennisabteilungen der SV 08/29 Friedrichsfeld.

## Kultur
Das kulturelle Leben in Voerde wird maßgeblich von den Voerder Vereinsgemeinschaften geprägt. Die musikalische Weiterbildung, insbesondere für Kinder und Jugendliche, wird durch die Musikschule Voerde e. V. und das Tambourcorps Voerde unterstützt.
Die Stadt Voerde erstellt jährlich ein eigenes Kulturprogramm, welches mit breitgefächerten Veranstaltungsgenres (Kindertheater, Kunstausstellungen, Kabarett, Kleinkunst, klassische Konzerte u. v. m.) eine Vielzahl von Bürgern anspricht.

### Feste in Voerde
In Voerde ist das Deutsche Schützenbrauchtum schon über seit 250 Jahren Tradition. Die elf Schützenvereine der Stadt feiern jedes Jahr neun Schützenfeste mit unterschiedlichsten Highlights. Die unterschiedliche Anzahl an Schützenfesten im Vergleich zu den Vereinen kommt daher da einige Vereine nur alle zwei Jahre ein Schützenfest veranstalten. Mittlerweile ist auch Karneval zum Brauchtum geworden. Jahr für Jahr sammeln sich in Voerde ca. 25.000 Menschen aus Voerde und Umgebung, um Karneval zu feiern. Der Karneval in Voerde begann mit 150 Leuten und wurde aus dem Kölner Raum nach Voerde gebracht. Jedoch wird in Voerde nicht Alaaf gerufen, sondern das Düsseldorfer Helau.

### Jugendzentren
In Voerde existieren zwei Jugendzentren, das städtische Jugendzentrum in der Stadtmitte und das Jugend- und Kulturzentrum „Stockumer Schule“ im Ortsteil Stockum. Das ehemalige Dietrich-Bonhoeffer-Haus („DiBo“), das in der Nähe der Sportanlage Rönskenstraße auf dem evangelischen Kirchengrundstück stand, wurde 2010 abgerissen.

## Bildung
In Voerde gibt es fünf Grundschulen, eine Gesamtschule, ein Gymnasium und eine Förderschule für Lernbehinderte und Erziehungshilfe. Neben einer Stadtbibliothek (mit Nebenstellen in den Ortsteilen Friedrichsfeld, Spellen und Möllen) und der Volkshochschule (VHS-Zweckverband Dinslaken-Voerde-Hünxe) gibt es in Voerde seit 1975 eine evangelische Familienbildungsstätte.

## Persönlichkeiten
Zu bekannten gebürtigen und mit der Stadt Voerde verbundene Persönlichkeiten gehören Personen aus Philosophie und Religion, wie beispielsweise Gustav Heckmann, Personen der Wirtschaft und Medien, wie Judith Schulte-Loh, aber auch Personen aus Kunst und Kultur, sowie Militär, Sport, Wissenschaft und Politik. Eine vollständige Liste, inklusive Bürgermeister und Ehrenbürger, findet sich im Hauptartikel.